# Irving Cohn
Irving Cohn (* 21. Februar 1898 in London; † 12. Juli 1961 in Fort Lee/New Jersey) war ein US-amerikanischer Songwriter.
Bekannt wurde Cohn als Coautor des Evergreens Yes! We Have No Bananas, den er 1922 mit Frank Silver für die Broadway-Revue Make it Snappy schrieb, wo er von Eddie Cantor gesungen wurde. Das Lied wurde Schlager des Jahres 1923 und wurde in zahlreichen Kino- und Fernsehfilmen zitiert. 1923 schrieb er zudem den Foxtrott Sweet Butter. Cohn leitete auch ein Orchester, mit dem Aufnahmen wie The Very Thought of You (1934) entstanden.